# Coupe d'Europe de ski alpin 2016-2017
Navigation
Édition précédente Édition suivante
La Coupe d'Europe de ski alpin 2016-2017 est la 46e édition de la Coupe d'Europe de ski alpin, compétition de ski alpin organisée annuellement. Elle se déroule du 29 novembre 2016 au 19 mars 2017.

## Déroulement de la saison

### Saison des messieurs
| \| Obereggen Val di Fassa Kronplatz Reiteralm Wengen Davos Zell am See Kitzbuhel Val d'Isère Méribel Hinterstoder Oberjoch Sarntal San Candido \| Les sites des compétitions situés dans les Alpes |
| Obereggen Val di Fassa Kronplatz Reiteralm Wengen Davos Zell am See Kitzbuhel Val d'Isère Méribel Hinterstoder Oberjoch Sarntal San Candido                                                        |

| \| Levi Gällivare Hafjell \| Les sites des compétitions dans les pays nordiques |
| Levi Gällivare Hafjell                                                          |

Les sites de compétition de Zakopane et de Jasná (Tatras) font également partie du calendrier. Les épreuves prévues à Hafjell ont été annulées.

### Saison des dames
| \| Andalo Kronplatz Saalbach Zinal Melchsee-Frutt Davos Châtel Bad Wiessee Göstling / Hochkar Crans-Montana Sarntal San Candido \| Les sites des compétitions situés dans les Alpes |
| Andalo Kronplatz Saalbach Zinal Melchsee-Frutt Davos Châtel Bad Wiessee Göstling / Hochkar Crans-Montana Sarntal San Candido                                                        |

| \| Trysil Kvitfjell \| Les sites des compétitions dans les pays nordiques |
| Trysil Kvitfjell                                                          |

## Classement général
| Rang | Nom                  | Points | Victoire(s) | Podium(s) |
| ---- | -------------------- | ------ | ----------- | --------- |
| 1    | Gilles Roulin        | 1 060  | 7           | 8         |
| 2    | Stefan Rogentin      | 691    |             | 5         |
| 3    | Marcus Monsen        | 637    | 2           | 2         |
| 4    | Gian Luca Barandun   | 609    |             | 3         |
| 5    | Christian Hirschbühl | 597    | 1           | 4         |
| 6    | Niklas Köck          | 566    |             | 2         |
| 7    | Johannes Kröll       | 561    | 2           | 3         |
| 8    | Cyprien Sarrazin     | 560    | 3           | 5         |
| 9    | Rasmus Windingstad   | 552    | 1           | 4         |
| 10   | Elia Zurbriggen      | 541    | 3           | 4         |
| 11   | Samu Torsti          | 522    | 1           | 5         |
| 12   | Daniel Danklmaier    | 441    |             | 2         |
| 13   | Gino Caviezel        | 435    | 1           | 4         |
| 14   | Reto Schmidiger      | 432    | 2           | 4         |
| 15   | Marc Digruber        | 421    | 3           | 3         |
| 16   | Bjørnar Neteland     | 404    | 1           | 2         |
| 17   | Leif Kristian Haugen | 399    | 2           | 4         |
| 18   | Christian Walder     | 355    | 1           | 3         |
| 19   | Matej Vidović        | 352    |             | 3         |
| 20   | Loïc Meillard        | 348    | 1           | 3         |

| Rang | Nom                       | Points | Victoire(s) | podium(s) |
| ---- | ------------------------- | ------ | ----------- | --------- |
| 1    | Kristina Riis-Johannessen | 1 206  | 4           | 10        |
| 2    | Kristin Lysdahl           | 1 092  | 2           | 12        |
| 3    | Nadine Fest               | 910    | 3           | 6         |
| 4    | Laura Pirovano            | 750    | 1           | 4         |
| 5    | Sabrina Maier             | 650    | 2           | 6         |
| 6    | Elisabeth Kappaurer       | 624    | 1           | 4         |
| 7    | Katharina Gallhuber       | 618    | 1           | 5         |
| 8    | Jessica Hilzinger         | 594    | 2           | 4         |
| 9    | Camille Rast              | 591    | 1           | 2         |
| 10   | Katharina Liensberger     | 569    |             | 1         |
| 11   | Chiara Mair               | 540    |             | 2         |
| 12   | Christina Ager            | 537    | 2           | 3         |
| 13   | Anna Swenn-Larsson        | 527    | 1           | 5         |
| 14   | Dajana Dengscherz         | 500    | 1           | 2         |
| 15   | Meta Hrovat               | 459    |             | 3         |
| 16   | Rosina Schneeberger       | 453    | 1           | 4         |
| 17   | Jole Galli                | 439    |             |           |
| 18   | Katja Grossmann           | 430    |             | 1         |
| 19   | Marina Wallner            | 421    | 1           | 3         |
| 20   | Maren Skjøld              | 375    | 1           | 2         |

## Classements de chaque discipline
Les noms en gras remportent les titres des disciplines.

### Descente
| Rang | Nom                 | Points | Victoire(s) | Podium(s) |
| ---- | ------------------- | ------ | ----------- | --------- |
| 1    | Gilles Roulin       | 445    | 4           | 4         |
| 2    | Johannes Kröll      | 312    | 2           | 2         |
| 3    | Manuel Schmid       | 294    |             | 2         |
| 4    | Stefan Rogentin     | 289    |             | 2         |
| 5    | Gian Luca Barandun  | 236    |             | 1         |
| 6    | Sebastian Arzt      | 215    |             | 1         |
| 7    | Daniel Danklmaier   | 187    |             | 1         |
| 8    | Niklas Köck         | 177    |             |           |
| 9    | Matteo De Vettori   | 170    |             | 1         |
| 9    | Daniel Hemetsberger | 170    |             | 1         |

| Rang | Nom                       | Points | Victoire(s) | Podium(s) |
| ---- | ------------------------- | ------ | ----------- | --------- |
| 1    | Sabrina Maier             | 420    | 2           | 5         |
| 2    | Laura Pirovano            | 377    | 1           | 3         |
| 3    | Christina Ager            | 375    | 2           | 3         |
| 4    | Kristin Lysdahl           | 318    |             | 3         |
| 5    | Kristina Riis-Johannessen | 298    | 1           | 3         |
| 6    | Katja Grossmann           | 270    |             | 1         |
| 7    | Dajana Dengscherz         | 261    |             | 1         |
| 8    | Lisa Hörnblad             | 174    | 1           | 1         |
| 9    | Bianca Venier             | 151    |             |           |
| 10   | Federica Sosio            | 145    |             | 1         |

### Super G
| Rang | Nom                      | Points | Victoire(s) | Podium(s) |
| ---- | ------------------------ | ------ | ----------- | --------- |
| 1    | Gilles Roulin            | 357    | 2           | 3         |
| 2    | Niklas Köck              | 337    |             | 2         |
| 3    | Gian Luca Barandun       | 278    |             | 2         |
| 4    | Christoph Krenn          | 247    | 1           | 1         |
| 5    | Mattia Casse             | 236    | 2           | 2         |
| 6    | Stefan Rogentin          | 232    |             | 2         |
| 7    | Christian Walder         | 229    | 1           | 2         |
| 8    | Adrian Smiseth Sejersted | 217    |             | 1         |
| 9    | Johannes Kröll           | 207    |             | 1         |
| 10   | Bjørnar Neteland         | 105    |             | 1         |

| Rang | Nom                       | Points | Victoire(s) | Podium(s) |
| ---- | ------------------------- | ------ | ----------- | --------- |
| 1    | Nadine Fest               | 344    | 2           | 3         |
| 2    | Kristina Riis-Johannessen | 316    | 1           | 3         |
| 3    | Anna Hofer                | 230    |             | 2         |
| 4    | Dajana Dengscherz         | 218    | 1           | 1         |
| 5    | Rosina Schneeberger       | 209    |             | 2         |
| 6    | Sabrina Maier             | 201    |             | 1         |
| 7    | Stephanie Brunner         | 186    | 1           | 1         |
| 8    | Kristin Lysdahl           | 174    |             | 2         |
| 9    | Jole Galli                | 158    |             |           |
| 10   | Laura Pirovano            | 145    |             | 1         |

### Géant
| Rang | Nom                | Points | Victoire(s) | Podium(s) |
| ---- | ------------------ | ------ | ----------- | --------- |
| 1    | Elia Zurbriggen    | 541    | 3           | 4         |
| 2    | Samu Torsti        | 522    | 1           | 5         |
| 3    | Cyprien Sarrazin   | 505    | 3           | 5         |
| 4    | Rasmus Windingstad | 436    | 1           | 4         |
| 5    | Marcus Monsen      | 350    | 1           | 1         |
| 6    | Gino Caviezel      | 326    | 1           | 3         |
| 7    | Marcel Mathis      | 293    |             | 3         |
| 8    | Eemeli Pirinen     | 266    |             | 1         |
| 9    | Simon Maurberger   | 228    |             | 1         |
| 10   | Daniel Meier       | 216    |             | 2         |

| Rang | Nom                       | Points | Victoire(s) | Podium(s) |
| ---- | ------------------------- | ------ | ----------- | --------- |
| 1    | Kristin Lysdahl           | 540    | 2           | 7         |
| 2    | Jessica Hilzinger         | 414    | 1           | 3         |
| 3    | Elisabeth Kappaurer       | 394    |             | 2         |
| 4    | Kristina Riis-Johannessen | 375    | 1           | 3         |
| 5    | Katharina Liensberger     | 359    |             | 1         |
| 6    | Meta Hrovat               | 317    |             | 2         |
| 7    | Tina Robnik               | 312    | 2           | 2         |
| 8    | Camille Rast              | 281    |             | 1         |
| 9    | Clara Direz               | 237    | 1           | 1         |
| 10   | Laura Pirovano            | 202    |             | 1         |

### Slalom
| Rang | Nom                  | Points | Victoire(s) | Podium(s) |
| ---- | -------------------- | ------ | ----------- | --------- |
| 1    | Reto Schmidiger      | 432    | 3           | 4         |
| 2    | Marc Digruber        | 421    | 3           | 3         |
| 3    | Christian Hirschbühl | 417    | 1           | 3         |
| 4    | Leif Kristian Haugen | 399    | 2           | 4         |
| 5    | Matej Vidović        | 352    | 1           | 2         |
| 6    | Ramon Zenhäusern     | 269    | 1           | 2         |
| 7    | Marc Rochat          | 249    |             | 2         |
| 8    | Tommaso Sala         | 219    |             | 1         |
| 9    | Maxime Rizzo         | 181    |             |           |
| 10   | Giordano Ronci       | 177    |             |           |

| Rang | Nom                   | Points | Victoire(s) | Podium(s) |
| ---- | --------------------- | ------ | ----------- | --------- |
| 1    | Anna Swenn-Larsson    | 516    | 1           | 5         |
| 2    | Katharina Gallhuber   | 445    | 1           | 5         |
| 3    | Marina Wallner        | 421    | 1           | 3         |
| 4    | Chiara Mair           | 382    |             | 2         |
| 5    | Camille Rast          | 287    | 1           | 1         |
| 6    | Maren Skjøld          | 278    | 1           | 2         |
| 7    | Resi Stiegler         | 270    | 1           | 2         |
| 8    | Susanne Weinbuchner   | 257    |             | 1         |
| 9    | Katharina Liensberger | 210    |             |           |
| 10   | Mélanie Meillard      | 200    | 2           | 2         |

### Combiné
| Rang | Nom                | Points | Victoire(s) | Podium(s) |
| ---- | ------------------ | ------ | ----------- | --------- |
| 1    | Stefan Rogentin    | 145    | -           | 1         |
| 2    | Daniel Danklmaier  | 144    |             | 1         |
| 3    | Gilles Roulin      | 120    | 1           | 1         |
| 4    | Marcus Monsen      | 100    | 1           | 1         |
| 4    | Sandro Simonet     | 100    | 1           | 1         |
| 6    | Gian Luca Barandun | 95     |             |           |
| 7    | Guglielmo Bosca    | 82     |             | 1         |
| 8    | Bjørnar Neteland   | 80     |             | 1         |
| 9    | Dominik Schwaiger  | 73     |             | 1         |
| 10   | Gino Caviezel      | 60     |             | 1         |

| Rang | Nom                       | Points | Victoire(s) | Podium(s) |
| ---- | ------------------------- | ------ | ----------- | --------- |
| 1    | Nadine Fest               | 220    | 1           | 3         |
| 2    | Rosina Schneeberger       | 180    | 1           | 2         |
| 3    | Kristina Riis-Johannessen | 164    | 1           | 1         |
| 4    | Federica Sosio            | 136    |             | 1         |
| 5    | Franziska Gritsch         | 95     |             |           |
| 6    | Jole Galli                | 83     |             |           |
| 7    | Rahel Kopp                | 82     |             | 1         |
| 8    | Elisabeth Kappaurer       | 81     |             |           |
| 9    | Lisa Hörnblad             | 72     |             |           |
| 10   | Estelle Alphand           | 60     |             | 1         |

## Calendrier et résultats

### Messieurs
| N°      | Lieu         | Date             | Épreuve          | Vainqueur | Deuxième | Troisième |
| ------- | ------------ | ---------------- | ---------------- | --- | --- | --- |
| 1       | Levi         | 29 novembre 2016 | Slalom           | Leif Kristian Haugen                                                                                          | Jonathan Nordbotten                                                                                           | Reto Schmidiger                                                                                               |
| 2       | Levi         | 30 novembre 2016 | Slalom           | Marc Digruber                                                                                                 | Mark Engel | Leif Kristian Haugen                                                                                          |
| 3       | Gällivare    | 3 décembre 2016  | Géant            | Cyprien Sarrazin                                                                                              | Eemeli Pirinen                                                                                                | Simon Maurberger                                                                                              |
| —       | Gällivare    | 4 décembre 2016  | Géant            | Épreuve annulée, reportée à Oberjoch                                                                          | Épreuve annulée, reportée à Oberjoch                                                                          | Épreuve annulée, reportée à Oberjoch                                                                          |
| —       | Hafjell      | 10 novembre 2016 | Descente         | Épreuves annulées (manque de neige), reportées à Méribel, Sarntal (descentes) et Hinterstoder (combiné alpin) | Épreuves annulées (manque de neige), reportées à Méribel, Sarntal (descentes) et Hinterstoder (combiné alpin) | Épreuves annulées (manque de neige), reportées à Méribel, Sarntal (descentes) et Hinterstoder (combiné alpin) |
| —       | Hafjell      | 10 décembre 2016 | Combiné alpin    | Épreuves annulées (manque de neige), reportées à Méribel, Sarntal (descentes) et Hinterstoder (combiné alpin) | Épreuves annulées (manque de neige), reportées à Méribel, Sarntal (descentes) et Hinterstoder (combiné alpin) | Épreuves annulées (manque de neige), reportées à Méribel, Sarntal (descentes) et Hinterstoder (combiné alpin) |
| —       | Hafjell      | 11 décembre 2016 | Descente         | Épreuves annulées (manque de neige), reportées à Méribel, Sarntal (descentes) et Hinterstoder (combiné alpin) | Épreuves annulées (manque de neige), reportées à Méribel, Sarntal (descentes) et Hinterstoder (combiné alpin) | Épreuves annulées (manque de neige), reportées à Méribel, Sarntal (descentes) et Hinterstoder (combiné alpin) |
| 4       | Obereggen    | 14 décembre 2016 | Slalom           | Loïc Meillard                                                                                                 | Jean-Baptiste Grange                                                                                          | Daniel Yule                                                                                                   |
| 5       | Val di Fassa | 15 décembre 2016 | Slalom           | Daniel Yule                                                                                                   | Jean-Baptiste Grange                                                                                          | Tommaso Sala                                                                                                  |
| 6       | Kronplatz    | 17 décembre 2016 | Slalom parallèle | Reto Schmidiger                                                                                               | Maxime Rizzo                                                                                                  | Emil Johansson                                                                                                |
| 7       | Reiteralm    | 20 décembre 2016 | Super G          | Bjørnar Neteland                                                                                              | Gian Luca Barandun                                                                                            | Thomas Dressen                                                                                                |
| 8       | Reiteralm    | 21 décembre 2016 | Super G          | Christoph Krenn                                                                                               | Mauro Caviezel                                                                                                | Christian Walder                                                                                              |
| 9       | Wengen       | 6 janvier 2017   | Super G          | Mattia Casse                                                                                                  | Niklas Köck                                                                                                   | Daniel Hemetsberger Gilles Roulin                                                                             |
| 10      | Wengen       | 7 janvier 2017   | Super G          | Mattia Casse                                                                                                  | Thomas Biesemeyer                                                                                             | Stefan Rogentin                                                                                               |
| 11      | Davos        | 9 janvier 2017   | Géant            | Marcus Monsen                                                                                                 | Samu Torsti                                                                                                   | Rasmus Windingstad                                                                                            |
| 12      | Davos        | 10 janvier 2017  | Géant            | Samu Torsti                                                                                                   | Rasmus Windingstad                                                                                            | Marcel Mathis                                                                                                 |
| 13      | Zell am See  | 11 janvier 2017  | Slalom           | Matej Vidović                                                                                                 | Ramon Zenhäusern                                                                                              | Leif Kristian Haugen                                                                                          |
| 14      | Zell am See  | 12 janvier 2017  | Slalom           | Thomas Hetteger Leif Kristian Haugen Christian Hirschbühl                                                     | | |
| 15      | Kitzbühel    | 16 janvier 2017  | Descente         | Gilles Roulin                                                                                                 | Adrian Smiseth Sejersted                                                                                      | Nicolas Raffort                                                                                               |
| 16      | Val d'Isère  | 19 janvier 2017  | Géant            | Cyprien Sarrazin                                                                                              | Samu Torsti                                                                                                   | Rasmus Windingstad                                                                                            |
| 17      | Val d'Isère  | 20 janvier 2017  | Géant            | Gino Caviezel                                                                                                 | Cyprien Sarrazin                                                                                              | Marcel Mathis                                                                                                 |
| 18      | Méribel      | 23 janvier 2017  | Super G          | Gilles Roulin                                                                                                 | Adrian Smiseth Sejersted                                                                                      | Stefan Rogentin                                                                                               |
| 19      | Méribel      | 24 janvier 2017  | Combiné alpin    | Marcus Monsen                                                                                                 | Bjørnar Neteland                                                                                              | Gino Caviezel                                                                                                 |
| 20      | Méribel      | 26 janvier 2017  | Descente         | Johannes Kröll                                                                                                | Sebastian Arzt                                                                                                | Matteo De Vettori                                                                                             |
| 21      | Méribel      | 27 janvier 2017  | Descente         | Gilles Roulin                                                                                                 | Stefan Rogentin                                                                                               | Werner Heel                                                                                                   |
| 22      | Hinterstoder | 1er février 2017 | Combiné alpin    | Gilles Roulin                                                                                                 | Stefan Rogentin                                                                                               | Guglielmo Bosca                                                                                               |
| 23      | Hinterstoder | 2 février 2017   | Descente         | Gilles Roulin                                                                                                 | Gian Luca Barandun                                                                                            | Daniel Danklmaier                                                                                             |
| 24      | Hinterstoder | 2 février 2017   | Descente         | Gilles Roulin                                                                                                 | Christian Walder                                                                                              | Manuel Schmid                                                                                                 |
| 25      | Hinterstoder | 3 février 2017   | Super G          | Gilles Roulin                                                                                                 | Niklas Köck                                                                                                   | Christopher Neumayer                                                                                          |
| 26      | Jasná        | 8 février 2017   | Géant            | Rasmus Windingstad                                                                                            | Gino Caviezel                                                                                                 | Samu Torsti                                                                                                   |
| 27      | Jasná        | 9 février 2017   | Géant            | Elia Zurbriggen                                                                                               | Cyprien Sarrazin                                                                                              | Gino Caviezel                                                                                                 |
| 28      | Zakopane     | 11 février 2017  | Slalom           | Reto Schmidiger                                                                                               | Matej Vidović                                                                                                 | Dominik Stehle                                                                                                |
| 29      | Zakopane     | 12 février 2017  | Slalom           | Marc Digruber                                                                                                 | Marc Rochat                                                                                                   | Christian Hirschbühl                                                                                          |
| 30      | Oberjoch     | 17 février 2017  | Géant            | Elia Zurbriggen                                                                                               | Daniel Meier                                                                                                  | Marcel Mathis                                                                                                 |
| 31      | Oberjoch     | 18 février 2017  | Géant            | Cyprien Sarrazin                                                                                              | Loïc Meillard                                                                                                 | Elia Zurbriggen                                                                                               |
| 32      | Oberjoch     | 19 février 2017  | Slalom           | Marc Digruber                                                                                                 | Marc Rochat                                                                                                   | Riccardo Tonetti                                                                                              |
| Finales |              |                  |                  | | | |
| 33      | Sarntal      | 20 février 2017  | Super G          | Christian Walder                                                                                              | Gian Luca Barandun                                                                                            | Johannes Kröll                                                                                                |
| 34      | Sarntal      | 22 février 2017  | Descente         | Joachim Puchner                                                                                               | Ramon Zürcher                                                                                                 | Manuel Schmid                                                                                                 |
| 35      | Sarntal      | 23 février 2017  | Combiné alpin    | Sandro Simonet                                                                                                | Daniel Danklmaier                                                                                             | Dominik Schwaiger                                                                                             |
| 36      | Sarntal      | 23 février 2017  | Descente         | Johannes Kröll                                                                                                | Stefan Rogentin                                                                                               | Daniel Hemetsberger                                                                                           |
| 37      | San Candido  | 18 mars 2017     | Géant            | Elia Zurbriggen                                                                                               | Samu Torsti                                                                                                   | Daniel Meier                                                                                                  |
| 38      | San Candido  | 19 mars 2017     | Slalom           | Ramon Zenhäusern                                                                                              | Christian Hirschbühl                                                                                          | Reto Schmidiger                                                                                               |

### Dames
| N°      | Lieu               | Date             | Épreuve          | Vainqueur                         | Deuxième                           | Troisième                         |
| ------- | ------------------ | ---------------- | ---------------- | --------------------------------- | ---------------------------------- | --------------------------------- |
| 1       | Trysil             | 4 décembre 2016  | Géant            | Kristin Lysdahl                   | Simone Wild                        | Elisabeth Kappaurer               |
| 2       | Trysil             | 5 décembre 2016  | Slalom           | Maren Skjøld                      | Chiara Mair                        | Katharina Gallhuber               |
| 3       | Trysil             | 6 décembre 2016  | Slalom           | Maren Wiesler                     | Chiara Mair                        | Katharina Gallhuber               |
| 4       | Kvitfjell          | 8 décembre 2016  | Géant            | Clara Direz                       | Kristin Lysdahl                    | Camille Rast                      |
| 5       | Kvitfjell          | 9 décembre 2016  | Super G          | Dajana Dengscherz                 | Kajsa Vickhoff Lie                 | Kristin Lysdahl                   |
| 6       | Kvitfjell          | 10 décembre 2016 | Combiné alpin    | Kristina Riis-Johannessen         | Rahel Kopp                         | Nadine Fest                       |
| 7       | Andalo             | 15 décembre 2016 | Géant            | Simone Wild                       | Elisabeth Kappaurer                | Kristin Lysdahl                   |
| 8       | Andalo             | 16 décembre 2016 | Slalom           | Resi Stiegler                     | Maren Skjøld                       | Katharina Gallhuber               |
| 9       | Kronplatz          | 17 décembre 2016 | Slalom parallèle | Katharina Gallhuber               | Meta Hrovat                        | Anna Swenn-Larsson                |
| 10      | Saalbach           | 10 janvier 2017  | Descente         | Christina Ager                    | Federica Sosio                     | Kristin Lysdahl                   |
| 11      | Saalbach           | 11 janvier 2017  | Descente         | Christina Ager                    | Katja Grossmann                    | Laura Pirovano                    |
| —       | Saalbach           | 13 janvier 2017  | Super G          | Épreuve annulée, reportée à Davos | Épreuve annulée, reportée à Davos  | Épreuve annulée, reportée à Davos |
| 12      | Zinal              | 16 janvier 2017  | Géant            | Kristina Riis-Johannessen         | Meta Hrovat                        | Kristin Lysdahl                   |
| 13      | Zinal              | 17 janvier 2017  | Géant            | Jessica Hilzinger                 | Kristina Riis-Johannessen          | Kristin Lysdahl                   |
| 14      | Melchsee-Frutt     | 19 janvier 2017  | Slalom           | Marina Wallner                    | Anna Swenn-Larsson                 | Christina Geiger                  |
| 15      | Melchsee-Frutt     | 20 janvier 2017  | Slalom           | Jessica Hilzinger                 | Marina Wallner                     | Katharina Gallhuber               |
| 16      | Davos              | 24 janvier 2017  | Descente         | Kristina Riis-Johannessen         | Kristin Lysdahl                    | Sabrina Maier                     |
| 17      | Davos              | 25 janvier 2017  | Descente         | Sabrina Maier                     | Christina Ager                     | Kristina Riis-Johannessen         |
| 18      | Davos              | 26 janvier 2017  | Super G          | Stephanie Brunner                 | Laura Gauché                       | Rosina Schneeberger               |
| 19      | Davos              | 27 janvier 2017  | Super G          | Nadine Fest                       | Anna Hofer                         | Kristin Lysdahl                   |
| 20      | Châtel             | 30 janvier 2017  | Combiné alpin    | Nadine Fest                       | Rosina Schneeberger                | Estelle Alphand                   |
| 21      | Châtel             | 30 janvier 2017  | Super G          | Nadine Fest                       | Rosina Schneeberger                | Kristina Riis-Johannessen         |
| 22      | Châtel             | 1er février 2017 | Super G          | Kristina Riis-Johannessen         | Sabrina Maier                      | Anna Hofer                        |
| 23      | Châtel             | 2 février 2017   | Géant            | Kristin Lysdahl                   | Kristina Riis-Johannessen          | Laura Pirovano                    |
| 24      | Châtel             | 3 février 2017   | Géant            | Tina Robnik                       | Kristin Lysdahl                    | Meta Hrovat                       |
| 25      | Bad Wiessee        | 9 février 2017   | Slalom           | Mélanie Meillard                  | Šárka Strachová                    | Anna Swenn-Larsson                |
| 26      | Bad Wiessee        | 10 février 2017  | Slalom           | Mélanie Meillard                  | Resi Stiegler                      | Anna Swenn-Larsson                |
| 27      | Göstling / Hochkar | 12 février 2017  | Géant            | Tina Robnik                       | Jessica Hilzinger                  | Elisabeth Kappaurer               |
| 28      | Göstling / Hochkar | 13 février 2017  | Slalom           | Anna Swenn-Larsson                | Marina Wallner                     | Susanne Weinbuchner               |
| 29      | Crans-Montana      | 19 février 2017  | Descente         | Laura Pirovano                    | Sabrina Maier                      | Dajana Dengscherz                 |
| 30      | Crans-Montana      | 20 février 2017  | Combiné alpin    | Rosina Schneeberger               | Federica Sosio                     | Nadine Fest                       |
| 31      | Crans-Montana      | 20 février 2017  | Descente         | Sabrina Maier                     | Laura Pirovano                     | Kristin Lysdahl                   |
| Finales |                    |                  |                  |                                   |                                    |                                   |
| 32      | Sarntal            | 22 février 2017  | Super G          | Nina Ortlieb                      | Nadine Fest                        | Kristina Riis-Johannessen         |
| 33      | Sarntal            | 25 février 2017  | Descente         | Lisa Hörnblad                     | Kristina Riis-Johannessen          | Sabrina Maier                     |
| 34      | San Candido        | 17 mars 2017     | Géant            | Elisabeth Kappaurer               | Katharina Liensberger              | Jessica Hilzinger                 |
| 35      | San Candido        | 19 mars 2017     | Slalom           | Camille Rast                      | Anne-Sophie Barthet Julia Grünwald |                                   |